# 罗群辉
罗群辉（1961年—），湖北宜昌人，汉族，中华人民共和国政治人物、第十一届全国人民代表大会湖北地区代表。
毕业于南昌航空工业学院机械制造专业，是中共党员。担任中航工业航宇救生装备有限公司董事长。2008年起担任全国人大代表。